# Luigi Cani
Luigi Cani (Curitiba, Quinta República Brasileña, 4 de diciembre de 1970) es un doble, productor cinematográfico, presentador de televisión y paracaidista brasileño, conocido por ostentar un total de 11 récords mundiales.
Tiene 11 mil saltos registrados y 79 medallas. Entre sus récords se encuentran la mayor velocidad en caída libre (552 km/h) y el salto con el paracaídas más pequeño del mundo.

## Carrera profesional
El atleta cuenta con 20 años de profesión a sus espaldas, habiendo sido instructor de tropas de élite del ejército estadounidense en algunos momentos de su carrera.

### Programas de televisión
- 2003: Periodista deportivo de ESPN Brasil
- 2003: Periodista deportivo de Fantástico Show (Globo TV)
- 2005: Presentador de Gravity Quest en SPORTV (GloboSat)
- 2006: Presentador de Cald Huck (Globo TV)
- 2011: Periodista deportivo de Globo TV
- 2011: Presentador de Sem Asas (Globosat)
- 2011: Presentador de 2-Elementos en MULTISHOW (Globosat)

## Récords individuales y otros hitos
- 2000, 2004, 2008, 2021: Salto y aterrizaje con el paracaídas más pequeño del Mundo (SLeia 34).
- 2000, 2004, 2008: Speed flying más rápido del mundo.
- 2000, 2001, 2002, 2003, 2004: Galardonado como top 10 mundial de pilotos en salto con paracaídas.
- 2010: Primer humano en montar una moto a través del puente Rio-Niterói sobre la Bahía de Guanabara en Rio de Janeiro (Brasil)
- 2010: Primer skydiver brasileño en reentrar al avión haciendo caída libre.
- 2011: Primer humano en hacer descenso con traje aéreo por las Torres Petronas de Malasia.